# Il supplente (programma televisivo)
Il supplente è stato un reality show andato in onda in prima serata su Rai 2 dal 13 giugno 2018. Con la seconda edizione, in onda dal 2019, il programma si è spostato su NOVE. Si tratta di un format italiano, prodotto da Palomar e distribuito all'estero da Armoza Formats.

## Il programma
In questo programma, in una classe di quinto superiore, al posto del docente di ruolo viene chiamato alla cattedra un VIP che farà da supplente e che terrà una lectio magistralis. Egli avrà il compito di interrogare, mettere voti, prendere provvedimenti disciplinari, dare compiti per casa.

## Edizioni
| Edizione | Messa in onda  | Messa in onda  | Puntate | Rete  |
| Edizione | Inizio         | Fine           | Puntate | Rete  |
| -------- | -------------- | -------------- | ------- | ----- |
| 1        | 13 giugno 2018 | 27 giugno 2018 | 3       | Rai 2 |
| 2        | 21 luglio 2019 | 8 ottobre 2019 | 6       | NOVE  |

## Puntate

### Prima edizione
| Puntata | Messa in onda  | Supplenti                       | Telespettatori | Share |
| ------- | -------------- | ------------------------------- | -------------- | ----- |
| 1       | 13 giugno 2018 | Mara Maionchi e Roberto Saviano | 1 643 000      | 7,50% |
| 2       | 20 giugno 2018 | J-Ax ed Enrico Mentana          | 1 328 000      | 7,10% |
| 3       | 27 giugno 2018 | Flavio Insinna                  | 1 041 000      | 4,80% |
| Media   | Media          | Media                           | 1 337 000      | 6,47% |

### Seconda edizione
| Puntata | Messa in onda     | Supplenti       | Telespettatori | Share |
| ------- | ----------------- | --------------- | -------------- | ----- |
| 1       | 21 luglio 2019    | Luca Parmitano  | 266 000        | 1,60% |
| 2       | 10 settembre 2019 | Luca e Paolo    | 342 000        | 1,50% |
| 3       | 17 settembre 2019 | Nino Frassica   | 249 000        | 1,00% |
| 4       | 24 settembre 2019 | Joe Bastianich  | 273 000        | 1,10% |
| 5       | 1º ottobre 2019   | Simona Ventura  | 127 000        | 0,50% |
| 6       | 8 ottobre 2019    | Massimo Giletti | 223 000        | 0,90% |
| Media   | Media             | Media           | 247 000        | 1,10% |